# Marele Premiu al Emiliei-Romagna din 2024
Marele Premiu al Emiliei-Romagna din 2024 (cunoscut oficial ca Formula 1 MSC Cruises Gran Premio del Made in Italy e dell'Emilia-Romagna 2024) a fost o cursă auto de Formula 1 ce s-a desfășurat pe 19 mai 2024 pe Autodromo Internazionale Enzo e Dino Ferrari din Imola, Italia. Cursa a fost cea de-a șaptea etapă a Campionatului Mondial de Formula 1 FIA din 2024.
Max Verstappen de la Red Bull Racing a obținut pole position și a câștigat cursa în fața lui Lando Norris de la McLaren și Charles Leclerc de la Ferrari. Verstappen a trecut linia de sosire cu 0,725 secunde în fața lui Norris, care a redus diferența dintre ei în ultimele tururi ale cursei.

## Context
A fost prima ediție a evenimentului din 2022 încoace, după ce Marele Premiu din 2023 a fost anulat din cauza inundațiilor din regiune.
Furnizorul de anvelope Pirelli a adus compușii de anvelope C3, C4 și C5 (denumiți duri, medii și, respectiv, moi) pentru ca echipele să le folosească la eveniment.

## Calificări
Calificările au avut loc pe 18 mai 2024, începând cu ora locală 16:00 CEST (UTC+2), ora 17:00 EEST.
| Poz.                  | Nr. | Pilot            | Constructor                  | Timpi calificări | Timpi calificări | Timpi calificări | Grila finală |
| Poz.                  | Nr. | Pilot            | Constructor                  | Q1               | Q2               | Q3               | Grila finală |
| --------------------- | --- | ---------------- | ---------------------------- | ---------------- | ---------------- | ---------------- | ------------ |
| 1                     | 1   | Max Verstappen   | Red Bull Racing-Honda RBPT   | 1:15,762         | 1:15,176         | 1:14,746         | 1            |
| 2                     | 81  | Oscar Piastri    | McLaren-Mercedes             | 1:15,940         | 1:15,407         | 1:14,820         | 5            |
| 3                     | 4   | Lando Norris     | McLaren-Mercedes             | 1:15,915         | 1:15,371         | 1:14,837         | 2            |
| 4                     | 16  | Charles Leclerc  | Ferrari                      | 1:15,823         | 1:15,328         | 1:14,970         | 3            |
| 5                     | 55  | Carlos Sainz Jr. | Ferrari                      | 1:16,015         | 1:15,512         | 1:15,233         | 4            |
| 6                     | 63  | George Russell   | Mercedes                     | 1:16,107         | 1:15,671         | 1:15,234         | 6            |
| 7                     | 22  | Yuki Tsunoda     | RB-Honda RBPT                | 1:15,894         | 1:15,358         | 1:15,465         | 7            |
| 8                     | 44  | Lewis Hamilton   | Mercedes                     | 1:16,604         | 1:15,677         | 1:15,504         | 8            |
| 9                     | 3   | Daniel Ricciardo | RB-Honda RBPT                | 1:16,060         | 1:15,691         | 1:15,674         | 9            |
| 10                    | 27  | Nico Hülkenberg  | Haas-Ferrari                 | 1:15,841         | 1:15,569         | 1:15,980         | 10           |
| 11                    | 11  | Sergio Pérez     | Red Bull Racing-Honda RBPT   | 1:16,404         | 1:15,706         | N/A              | 11           |
| 12                    | 31  | Esteban Ocon     | Alpine-Renault               | 1:16,361         | 1:15,906         | N/A              | 12           |
| 13                    | 18  | Lance Stroll     | Aston Martin Aramco-Mercedes | 1:16,458         | 1:15,992         | N/A              | 13           |
| 14                    | 23  | Alexander Albon  | Williams-Mercedes            | 1:16,524         | 1:16,200         | N/A              | 14           |
| 15                    | 10  | Pierre Gasly     | Alpine-Renault               | 1:16,015         | 1:16,381         | N/A              | 15           |
| 16                    | 77  | Valtteri Bottas  | Kick Sauber-Ferrari          | 1:16,626         | N/A              | N/A              | 16           |
| 17                    | 24  | Zhou Guanyu      | Kick Sauber-Ferrari          | 1:16,834         | N/A              | N/A              | 17           |
| 18                    | 20  | Kevin Magnussen  | Haas-Ferrari                 | 1:16,854         | N/A              | N/A              | 18           |
| 19                    | 14  | Fernando Alonso  | Aston Martin Aramco-Mercedes | 1:16,917         | N/A              | N/A              | LB           |
| Regula 107%: 1:21,065 |     |                  |                              |                  |                  |                  |              |
| —                     | 2   | Logan Sargeant   | Williams-Mercedes            | Fără timp        | N/A              | N/A              | 19           |
| Sursa:                |     |                  |                              |                  |                  |                  |              |

Note
- ^1 – Oscar Piastri a primit o penalizare de trei locuri pe grilă pentru că l-a împiedicat pe Kevin Magnussen în Q1.[6][7]
- ^2 – Fernando Alonso s-a calificat pe locul 19, dar a fost nevoit să înceapă cursa de la boxe, deoarece mașina sa a fost modificată în condiții de parc fermé.[6][8]
- ^3 – Logan Sargeant nu a reușit să stabilească un timp. I s-a permis să concureze cu acordul comisarilor de cursă.[6]

## Cursa
Cursa a avut loc pe 19 mai 2024, începând cu ora locală 15:00 CEST (UTC+2), ora 16:00 EEST, și a durat 63 de tururi.
| Poz.                                                               | Nr. | Pilot            | Constructor                  | Tururi | Timp/Abandon | Grilă | Puncte |
| ------------------------------------------------------------------ | --- | ---------------- | ---------------------------- | ------ | ------------ | ----- | ------ |
| 1                                                                  | 1   | Max Verstappen   | Red Bull Racing-Honda RBPT   | 63     | 1:25:25,252  | 1     | 25     |
| 2                                                                  | 4   | Lando Norris     | McLaren-Mercedes             | 63     | +0,725       | 2     | 18     |
| 3                                                                  | 16  | Charles Leclerc  | Ferrari                      | 63     | +7,916       | 3     | 15     |
| 4                                                                  | 81  | Oscar Piastri    | McLaren-Mercedes             | 63     | +14,132      | 5     | 12     |
| 5                                                                  | 55  | Carlos Sainz Jr. | Ferrari                      | 63     | +22,325      | 4     | 10     |
| 6                                                                  | 44  | Lewis Hamilton   | Mercedes                     | 63     | +35,104      | 8     | 8      |
| 7                                                                  | 63  | George Russell   | Mercedes                     | 63     | +47,154      | 6     | 7      |
| 8                                                                  | 11  | Sergio Pérez     | Red Bull Racing-Honda RBPT   | 63     | +54,776      | 11    | 4      |
| 9                                                                  | 18  | Lance Stroll     | Aston Martin Aramco-Mercedes | 63     | +1:19,556    | 13    | 2      |
| 10                                                                 | 22  | Yuki Tsunoda     | RB-Honda RBPT                | 62     | +1 tur       | 7     | 1      |
| 11                                                                 | 27  | Nico Hülkenberg  | Haas-Ferrari                 | 62     | +1 tur       | 10    |        |
| 12                                                                 | 20  | Kevin Magnussen  | Haas-Ferrari                 | 62     | +1 tur       | 18    |        |
| 13                                                                 | 3   | Daniel Ricciardo | RB-Honda RBPT                | 62     | +1 tur       | 9     |        |
| 14                                                                 | 31  | Esteban Ocon     | Alpine-Renault               | 62     | +1 tur       | 12    |        |
| 15                                                                 | 24  | Zhou Guanyu      | Kick Sauber-Ferrari          | 62     | +1 tur       | 17    |        |
| 16                                                                 | 10  | Pierre Gasly     | Alpine-Renault               | 62     | +1 tur       | 15    |        |
| 17                                                                 | 2   | Logan Sargeant   | Williams-Mercedes            | 62     | +1 tur       | 19    |        |
| 18                                                                 | 77  | Valtteri Bottas  | Kick Sauber-Ferrari          | 62     | +1 tur       | 16    |        |
| 19                                                                 | 14  | Fernando Alonso  | Aston Martin Aramco-Mercedes | 62     | +1 tur       | LB    |        |
| Ab                                                                 | 23  | Alexander Albon  | Williams-Mercedes            | 51     | Retras       | 14    |        |
| Cel mai rapid tur: George Russell (Mercedes) – 1:18,589 (turul 54) |     |                  |                              |        |              |       |        |
| Sursa:                                                             |     |                  |                              |        |              |       |        |

Note
- ^1 – Include un punct pentru cel mai rapid tur.[10]

## Clasamentele campionatelor după cursă
|        | Poz. | Pilot            | Pct. |
| ------ | ---- | ---------------- | ---- |
|        | 1    | Max Verstappen   | 161  |
| 1      | 2    | Charles Leclerc  | 113  |
| 1      | 3    | Sergio Pérez     | 107  |
|        | 4    | Lando Norris     | 101  |
|        | 5    | Carlos Sainz Jr. | 93   |
| Sursa: |      |                  |      |

|        | Poz. | Constructor                  | Pct. |
| ------ | ---- | ---------------------------- | ---- |
|        | 1    | Red Bull Racing-Honda RBPT   | 268  |
|        | 2    | Ferrari                      | 212  |
|        | 3    | McLaren-Mercedes             | 154  |
|        | 4    | Mercedes                     | 79   |
|        | 5    | Aston Martin Aramco-Mercedes | 44   |
| Sursa: |      |                              |      |

- Notă: Doar primele cinci locuri sunt prezentate în ambele clasamente.